# Robert Gregory Losey
Robert Gregory Losey, född den 9 februari 1950 i Oakland, Kalifornien, död 26 februari 2002 i San Antonio, Texas, var en amerikansk idrottare inom modern femkamp.
Han tog OS-silver i lagtävlingen i samband med de olympiska tävlingarna i modern femkamp 1984 i Los Angeles.